# 3161 Beadell
3161 Beadell este un asteroid din centura principală, descoperit pe 9 octombrie 1980 de Carolyn Shoemaker.